# Hino da Bahia
L'Hino ao Dois de Julho, o Inno Ufficiale dello Stato di Bahia, è l'inno e uno dei simboli ufficiali dello Stato brasiliano di Bahia, la cui adozione ufficiale è avvenuta nel 2010. Il suo testo è stato composto da Ladislau dos Santos Titara nel 1824 e melodia di José dos Santos Barreto, entrambi combattenti della Guerra d'Indipendenza brasiliana.

## Testo
Nasce o sol ao 2 de Julho,

Brilha mais que no primeiro!

É sinal que neste dia

Até o sol, até o sol é brasileiro.

Nunca mais, nunca mais o despotismo

Regerá, regerá nossas ações!

Com tiranos não combinam

Brasileiros, brasileiros corações!(bis)

Com tiranos não combinam

Brasileiros, brasileiros corações!

Cresce! Oh! Filho de minh’alma

Para a Pátria defender!

O Brasil já tem jurado

Independência, independência ou morrer!

Nunca mais, nunca mais o despotismo

Regerá, regerá nossas ações!

Com tiranos não combinam 

Brasileiros, brasileiros corações!(bis)

Com tiranos não combinam

Brasileiros, brasileiros corações!

Salve Oh! Rei das campinas

De Cabrito e Pirajá!

Nossa pátria, hoje livre,

Dos tiranos, dos tiranos não será!

Nunca mais, nunca mais o despotismo

Regerá, regerá nossas ações!

Com tiranos não combinam

Brasileiros, brasileiros corações!(bis)

Com tiranos não combinam

Brasileiros, brasileiros corações!